# تأبط شرا
تأبط شرًّا واسمه ثابت بن جابر بن سفيان الفهمي، من قبيلة بني فهم. (توفي نحو 607 م). أحد شعراء الجاهلية الصعاليك وعدائيهم وفُتّاكهم من أهل تهامة والحجاز، وكانت معظم معاركه مع قبيلة بجيلة بني مالك و بني صاهلة من قبيلة هذيل وبني نفاثة من قبيلة كنانة. مات على يد غلام يقال له  سفيان بن ساعدة . ودفن في غار رخمان ويعرف اليوم بغار تلبط بالقرب من الطائف.

## اسمه ونسبه
- هو: ثابت بن جابر بن سفيان بن عدي بن كعب بن حرب بن تيم بن سعد بن فهم بن عمرو بن قيس عيلان بن مضر بن نزار بن معد بن عدنان.[4]

### أمه واخوته
وأختلف في نسب امه على عدة أقوال فقيل:
- اميمة من بني القين بن جسر من قضاعة.[5]
- أميمة من بني القين من فهم.[6]
- انها أمراه حبشية سوداء وورث منها ابنها لونها فكان من اغربة العرب أي سودهم.[7]

ولها خمسة أبناء هم:
- تأبط شراً - ( ثابت بن جابر )
- ريش لَغب - واسمه عمرو بن جابر (قتلته هذيل في الجاهلية).[8]
- ريش نسر
- كعب جدر
- لا بواكي له
- ويقال انها انجبت ابن اخر اسمه عمرو مات صغيرا

## لقبه
اسمه ثابت وتَأَبَطَ شراً لَقبٌ لُقِّبَ به.
ذكر الرواة أنه كان رأى كبشا كبيراً في الصحراء فاحتمله تحت إبطه فجعل يبول عليه طول طريقه، فلما قرب من الحي ثقل عليه الكبش فلم يقله فرمى به فإذا هو الغول فقال له قومه: ما تأبطت يا ثابت؟ قال: الغول، قالوا: لقد تأبطت شراً فسمي بذلك.
وقيل: بل قالت له أمه: كل إخوتك يأتوني بشيء إذا راح غيرك فقال لها: سآتيك الليلة بشيء، ومضى فصاد أفاعي كثيرة من أكبر ما قدر عليه فلما راح أتى بهن في جراب متأبطاً له فألقاه بين يديها ففتحته فتساعين في بيتها فوثبت، وخرجت فقال لها نساء الحي: ماذا أتاك به ثابت؟ فقالت: أتاني بأفاع في جراب فقلن: وكيف حملها؟ قالت: تأبطها، قلن: لقد تأبط شراً فلزمه تأبط شراً.
وقيل لقب بتأبط شراً لأنه كان كلما خرج للغزو وضع سيفه تحت أبطه فقالت أمه مرة: تأبط شراً، فلقب بهذا اللقب. وقال الثعالبي في كتابه لطائف المعارف أنه لقب بذلك لقوله تَأَبَّطَ شَرّاً ثُمَّ راحَ أَوِ اِغتَدى - يُوائِمُ غُنماً أَو يُشيفُ إِلى ذَحلِ.

## قصته مع عمرو الهذلي
ذكر البلاذري قصه له فقال أراد تأبط شراً الزواج من امرأة من فهم يقال لها الزرقاء الفهمية وكان لها طفل اسمه عمرو الهذلي وكان تأبط شراً كثير الدخول لمنزلها فرأى عمرو يوماً تأبط شراً خارجاً من بيت والدته فقال لها من هذا الذي يدخل عليك ؟ قالت عمك أخو زوجي فقال لأمه دعيني منه والله لو رأيته عندك لأقتلنك وكان غلاماً قارب الحلم فلما رجع تأبط شراً بعدها أخبرته بما قاله عمرو لها فقالت إنّ عمرو شيطان ما رأيته قط ضاحكاً! ولا هم بفعل شيءٍ إلا فعله ولقد حملته فما رأيت عليه دماً حتى وضعته فاقتله يا تأبط فأنت والله أحب إلي منه. فمر تأبط على عمرو وهو يلعب مع الصبيان فقال يا ابن أخي أهب لك نبلاً؟ وكان تأبط يريد أن يقتله فمشى معه عمرو ثم قال لا حاجة لي في نبلك. ثم عاد تأبط شراً الى أم عمرو فقال والله لا أقدر عليه! وترك تأبط شراً خطبة الزرقاء سنوات بسببه. فمر به بعدها فقال تأبط لعمرو يا ابن اخي هل لك في الغزو؟ فقال عمرو نعم فخرجوا سويةً لغزو الأزد لا يرى له غرة حتى مر ليلا بنار هي نار بني أم قرفة الفزاريين الأزديين وكانوا في نجعة فلما عرف تأبط لمن النار وعرف شرارة من عليها أكب على رجله وقال تأبط للغلام ان ثعبان قد لدغني وأخذ برجله وصاح "واثكلاه النار النار" فخرج الغلام يهوي حتى أتى النار فقام أبناء ام قرفة الازديين فقاتلهما وقتلهما جميعا ثم أخذ جذوة من النار وأقبل نحو تأبط فلما رأى تأبط النار يهوي بها نحوه ظن أن الغلام قد قتل واتبعوا أثره ففاجئه الغلام ومعه النار وقد أخذ ابلا من الأزديين اللذين قتلهم. فقال الغلام عمرو لتأبط لقد غررت بي مذ الليلة فقال تأبط له: إني ظننت انك قد قُتلت. فقال لا والله. ولكنني قتلت الرجلين والرجلين من بني قتره من الأزد. فقال تأبط فالهرب من موضعنا فأخذ به مكان اخر وطريق اخر فقال له لقد ضللنا أي ضعنا. ولم يلبث أن رجع إلى الطريق ومسالكها قط ثم نام فقال تأبط ضللت أرمي بحصاه فأنتبه لي الغلام وهو نائم فقال. أسمعت ما سمعت؟ فقال نعم. فقمنا نطوف بالإبل وفعلنا ذلك مرارا فلما أتت المرة الأخيرة غضب عمرو وقال فوالله لو أيقظني شي كائن ما كان ليموتن أحدنا. فقال تأبط فتركت عمرو ينام بعد كلامه. حتى أستيقظ فقال الا تنحر جزورا فنأكل منها؟ فقال تأبط شرا نعم ففعلوا ذلك وأكلوا ثم ساروا واراد عمرو قضاء حاجته فذهب وترك تأبط فأنتظر تأبط عوده عمرو ولم يعد فأتبع أثره فوجده مضطجعا على مذهبه منتفخ القدم قد قبض الثعبان على قدمه فقتل الثعبان وقتله الثعبان وماتا الاثنان فقال تأبط شرا يرثي الغلام عمرو الهذلي.
| ولقد سريت على الظلام بمغشم |  | جلد من الفتيان غير مثقل    |
| ممن حملن به وهن عواقد      |  | حبك الثياب فشب غير مهبل    |
| حملت به في ليلة مزؤودهٍ     |  | كرها وعقد نطاقها لم يحلل   |
| جاءت به حوش الجنان مٌبطناً   |  | سُهُداً إذا ما نام ليل الهوجل |
| وإذا رميت به الفجاج رايته  |  | يهوي محارمها هوي الأجدل    |
| وإذا طرحت له الحصاة رأيته  |  | ينزو لوقعتها طمور الأخيل   |

## سرعته
قال عمرو بن أبي عمرو الشيباني: نزلت على حي يدعى بسة من فهم إخوة بني عدوان من قيس فسألتهم عن خبر تأبط شراً فقال لي بعضهم: «وما سؤالك عنه، أتريد أن تكون لصاً؟» قلت: لا، ولكن أريد أن أعرف أخبار هؤلاء العدائين، فأتحدث بها، فقالوا: نحدثك بخبره: «إن تأبط شراً كان أعدى ذي رجلين وذي ساقين وذي عينين وكان إذا جاع لم تقم له قائمة فكان ينظر إلى الظباء فينتقي على نظره أسمنها، ثم يجري خلفه فلا يفوته حتى يأخذه فيذبحه بسيفه ثم يشويه فيأكله. ويكاد لايرى لشدة سرعته».

## قصته مع أبي كبير الهذلي
حينما تزوج أبو كبيرٍ أمَّ تأبط شراً لم يكن الأخير موافقاً على ذلك، فكان يتزاور أبا كبيرٍ كلما دخل بيتَ أمه، فحينما كبر تأبط شراً بدأ أبو كبيرٍ بالخوف منه فاشتكى ذلك لأمه فقالت له اقتله، وفي أحد الأيام اصطحب أبو كبيرٍ تأبط شراً في الغزو، وفي الطريق توقفا وقال أبو كبيرٍ لتأبط شراً «إني جائعٌ فهل تستطيع جلب بعض الطعام لي من النار التي هناك؟»، فذهب تأبط شراً ليجلب له الطعام ولم يعلم أن هناك لصوصاً اتفق معهم أبو كبيرٍ ليقتلوه، ولكن تأبط شراً عاد بعد قليلٍ بلحمٍ إلى أبي كبيرٍ فسأله أبو كبيرٍ «كيف أتيت به؟»، فقال تأبط شراً «قتلت الشخصين الذين كانا بجانب النار وأتيت لك بالطعام» فزاد خوف أبي كبيرٍ منه.

## شعره
من أفضل قصائده، مفضليته تلك التي أوردها المفضل الضبي في كتابه "المفضليات"، وهذا جزء منها:

| يا عيد يالك من شوق وإيراق     |  | ومر طيف على الأهوال طراق    |
| يسري على الأين والحيات محتفيا |  | نفسي فداؤك من سار على ساق   |
| إني إذا خلة ضنت بنائلها       |  | وأمسكت بضعيف الوصل أحذاق    |
| نجوت منها نجائي من بجيلة،إذ   |  | ألقيت،ليلة خبت الرهط أوراقي |
| ليلة صاحوا وأغروا بي سراعهم   |  | بالعيكتين لدى معدى ابن براق |
| كأنما حثحثوا حصا قوادمه       |  | أو أم خشف،بذي شث وطباق      |
| لا شيء أسرع مني،ليس ذا عذر    |  | وذا جناح،بجنب الريد خفاق    |

## مقتله
خرج نفر من الصعاليك ليلا عليهم عامر بن الأخنس الفهمي وفيهم تأبط شرا لغزوا بني نفاثة بن عدي من قبيلة كنانة فلما وصلوا لحي بني نفاثة انتظروا أن ينام الحي فبينما هم كذلك فطن أحد رعاة بني نفاثة لهم فأخبر قومه فانطلقوا إليهم فلما علم بهم تأبط شرا قال لقومه: «أتيتم والله، أنا والله أسمع حطيط وتر قوس إني لأسمعه يا قوم النجاء» فلم يقبلوا رأيه فتركهم ثم قتلوا ولم ينج منهم أحد وقتل عامر بن الأخنس الفهمي فحلف تأبط شرا أن يثأر له فخرج في نفر من قومه فعرض لهم بيت لبعض بني هذيل بين جبلين فقتلوا شيخا وعجوزا وحازوا جاريتين وإبلا وهرب غلام لهم فأصر تأبط شرا على أن يتبع أثر الغلام فلما رآه الغلام ولم يكن معه إلا سهم أمهله حتى إذا دنا منه قفز قفزة فوثب على الصخرة، وأرسل السهم فلم يسمع تأبط إلى الحبضة فرفع تأبط شرا رأسه فانتظم السهم قلبه، وأقبل نحو الغلام وهو يقول: لا بأس، فقال الغلام: «لا بأس والله لقد وضعته حيث تكره»، فأقبل نحوه تأبط شرا فغشيه بالسيف، وجعل الغلام يلوذ بالقتادة وقيل برنفة من الأرنف في تهامة وجعل تأبط شرا يضربها بحشاشته فيأخذ ما أصابت الضربة منها حتى خلص إلى الغلام فقتله، ثم نزل إلى أصحابه يجر رجله فلما رأوه وثبوا ولم يدروا ما أصابه، فقالوا: مالك؟ فلم ينطق ومات في أيديهم، فانطلقوا وتركوه.